# 毛叶狸藻
毛叶狸藻（学名：Utricularia trichophylla）为狸藻属陆生或水生食虫植物。其种加词“trichophylla”来源于希腊文“thrix”和“phyllon”，意为“毛发”和“叶片”，指其带毛的叶片。毛叶狸藻分布于中美洲及南美洲，存在于巴西、玻利维亚、伯利兹、法属圭亚那、圭亚那、尼加拉瓜、巴拉圭、秘鲁、苏里南、特立尼达和委内瑞拉。

## 外部連結
- 食虫植物照片搜寻引擎中毛叶狸藻的照片 （页面存档备份，存于）

 维基共享资源上的相關多媒體資源：毛叶狸藻
 維基物種上的相關：毛叶狸藻